# Takumi Wada
Takumi Wada (jap. 和田 拓三 Wada Takumi; ur. 20 października 1981) – japoński piłkarz występujący na pozycji obrońcy.

## Kariera klubowa
Od 2004 do 2012 roku występował w klubach Shimizu S-Pulse, Yokohama FC, Tokyo Verdy, JEF United Chiba i Avispa Fukuoka.